# ألبرتو بولافي
كان ألبرتو بولافي (15 نوفمبر 1874 - 26 سبتمبر 1944)، تاجر طوابع بريد إيطالي، أُضيف اسمهُ إلى قائمة هواة جمع الطوابع المتميزين عام 1936.
في عام 1939، اتُهم زورًا بالتجسس وسُجن لعدة أيام. في عام 1943، وللهروب من الاضطهاد النازي الفاشي، أخفى ألبرت وزوجته فيكتوريا هويتيهما الحقيقية تحت وثائق مزورة تُظهر اسم العائلة "بانفي".
ظهر ألبرتو بولافي على طابع بريد إيطالي عام 1991 وطابع بريد فرنسي عام 2010.